# Liste der Kulturdenkmäler in Frankfurt-Berkersheim
In der Liste der Kulturdenkmäler in Frankfurt-Berkersheim sind alle Kulturdenkmäler im Sinne des Hessischen Denkmalschutzgesetzes in Frankfurt-Berkersheim, einem Stadtteil von Frankfurt am Main aufgelistet.
Grundlage ist die Denkmaltopographie aus dem Jahre 1994, die zuletzt 2000 durch einen Nachtragsband ergänzt wurde. Weder in diesem Nachtragsband noch in dem Ergänzungsband über die Frankfurter Stadtteilfriedhöfe sind weitere Kulturdenkmäler in Berkersheim erwähnt.
| Bild                                             | Bezeichnung                  | Lage                                                  | Beschreibung | Bauzeit                                | Objekt-Nr. |
| ------------------------------------------------ | ---------------------------- | ----------------------------------------------------- | --- | -------------------------------------- | ---------- |
| Evangelische Michaeliskirche, von Westen gesehen | Evangelische Michaeliskirche | Am Herrenhof 44 LageFlur: 3, Flurstück: 65/14         | Barocke Saalkirche nach Plänen des Berger Vikars Christ mit hohem Frontturm unter welscher Haube und wappengeschmücktem Portal samt Inschrift; zeitgleiche Innenausstattung aus altarseitiger Kanzel sowie Emporenbildern.                              | 1766 (Kernbau) / 1693 (Emporenbilder)  | 154480 DDB |
| Allianzwappen                                    | Barockes Allianzwappen       | Berkersheimer Untergasse 13 LageFlur: 4, Flurstück: 1 | Barockes Allianzwappen des J. H. Schelm von Bergen und dessen Gemahlin C. M. von Berlepsch mit Inschrift; weitere Fragmente des 1806 niedergelegten Gehöfts aus skulptierter Sandsteinartischocke, einem Kapitell, sowie einem weiteren mit Puttenkopf. | 1678 (Allianzwappen) / 1785 (Kapitell) | 154481 DDB |